# 고베 메리켄 파크 오리엔탈 호텔

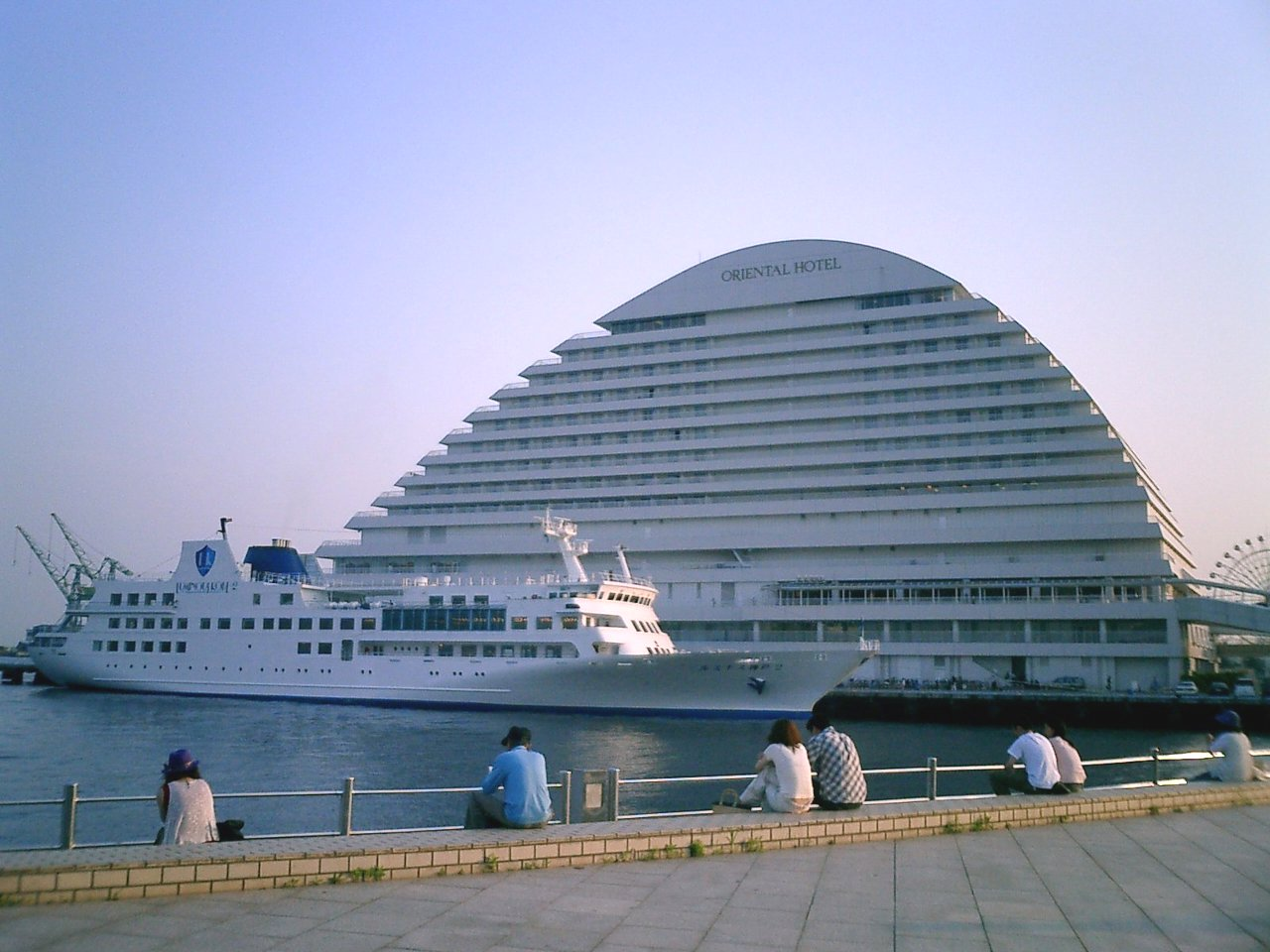
고베 메리켄 파크 오리엔탈 호텔

고베 메리켄 파크 오리엔탈 호텔(일본어: 神戸メリケンパークオリエンタルホテル)은 일본 효고현 고베시 주오구에 있는 호텔이다. 대한민국의 드라마 유리화의 촬영지이기도 하다.

## 같이 보기
- 고베항